# پیتی، گوآم

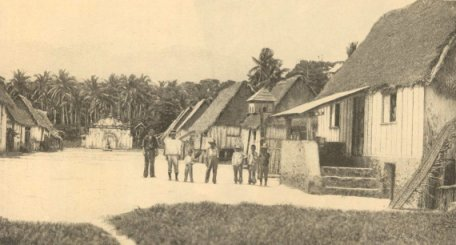
پیتی در سال ۱۹۰۰ میلادی

پیتی (به انگلیسی: Piti) یک روستا در کشور گوآم است.

## خصوصیات
پیتی ۱٬۴۵۴ نفر جمعیت دارد.